# گل نساء
گل نساء فیلمی به کارگردانی ستار چمنی گل، نویسندگی ویدا صالحی و تهیه‌کنندگی  ستار چمنی گل و یوسف کریمی محصول سال ۱۳۹۶است.

## خلاصه فیلم
گل ممد و گل نساء زوج جوان افغان پس از مهاجرت غیرقانونی به ایران در یکی از کوره‌های آجرپزی مشغول به کار می‌شوند و به واسطه اتفاقی که برای آنها می‌افتد، زندگی‌شان دستخوش تغییراتی می‌شود.

## بازیگران
- علی محمد رادمنش
- یگانه رجبی
- سیاوش رمضانلو
- مسعود محمدی
- سعید داخ
- ساقی زینتی